# Doga Kobo
Doga Kobo, Inc. (株式会社動画工房 Kabushiki kaisha Dōga Kōbō?) es un estudio de animación japonés.
Aunque después del significativo éxito comercial de sus adaptaciones de Koihime Musō y especialmente de YuruYuri, la mayoría de sus trabajos se han asociado de alguna manera con el moe o yuri. Doga Kobo también es conocida por programas románticos más tradicionales como Gekkan Shōjo Nozaki-kun, Plastic Memories y Tada-kun wa Koi wo Shinai, y por series de recuentos de la vida como Himouto! Umaru-chan y Gabriel DropOut.

## Historia
La empresa fue fundada el 11 de julio de 1973, inicialmente como una sociedad limitada. El primer presidente fue el animador y director Iku Ishiguro, quien dirigió la compañía junto al veterano animador y mangaka Hideo Furusawa, que ya había estado activo desde antes de la guerra. Furusawa, un animador experimentado desde la época anterior a la guerra, se independizó cuando Toei Animation comenzó con la animación para televisión, y trabajó en estudios como Nichidō Shin Pro y F-Pro, que él mismo había fundado. En la década de 1980, el estudio se encargó de la animación de Nausicaä del Valle del Viento, y en la década de 1990 trabajó en la animación de Pokémon. A partir de los años 2000, además de realizar trabajos subcontratados para otras empresas, también comenzaron a producir obras originales propias.
El 11 de julio de 2006, la compañía cambió su estatus legal a sociedad anónima. En ese mismo año, TYO adquirió el 70% de las acciones emitidas, lo que integró a la empresa en el grupo de TYO, junto con Hal Film Maker y Yumeta Company. Ese mismo año, Ryū Ishiguro asumió el cargo de director ejecutivo.
El 23 de abril de 2009, debido a diferencias de opinión sobre la dirección empresarial, TYO transfirió todas sus acciones de Doga Kobo a Ryū Ishiguro, el director ejecutivo. Como resultado, Doga Kobo se separó del grupo TYO.
En enero de 2017, Doga Kobo, en colaboración con el estudio de animación Feel, organizó una exhibición de dibujos originales en el espacio de eventos Tazuramai, ubicado en el centro comercial Maach Ecute Kanda Manseibashi.
En abril de 2020, con el objetivo de mejorar las condiciones laborales de los animadores, el departamento de animación de la empresa se separó y se estableció como una nueva entidad llamada Doga Kobo Sakuga-bu Co., Ltd. (株式会社動画工房作画部 Kabushiki kaisha Dōga Kōbō Sakuga-bu?).
Desde finales de abril hasta junio de 2020, la producción y emisión de Hōkago Teibō Nisshi, que estaba al aire en ese momento, se suspendió debido a la pandemia de COVID-19. Como reemplazo, se emitió en Tokyo MX y otros canales el programa especial "Doga Kobo Spring Anime Festival", que recopilaba el primer episodio de varias obras en las que la empresa había participado.
El 8 de abril de 2022, debido a un brote de COVID-19 dentro de la empresa, Doga Kobo cerró sus oficinas desde el 6 hasta el 17 de abril. Como consecuencia, la emisión de Kawaii dake ja Nai Shikimori-san se retrasó hasta julio de ese año, y el estreno de Technoroid Overmind, originalmente programado para julio de 2022, fue aplazado seis meses hasta enero de 2023. Sin embargo, la producción y emisión de RPG Fudōsan y Nanka Chīsakute Kawaī Yatsu no se vieron significativamente afectadas.
El 11 de julio de 2024, Doga Kobo acordó convertirse en una subsidiaria de Kadokawa. El monto de la adquisición no fue revelado. En cuanto al acuerdo, el director ejecutivo Ryū Ishiguro declaró: "Kadokawa ha sido una compañía con la que hemos trabajado en la creación de obras, y ha sido un buen socio que nos ha comprendido. Nos comprometemos a seguir creando obras con más entusiasmo que nunca y a proporcionar un entorno que permita a Doga Kobo continuar produciendo mejores proyectos en el futuro".

## Producciones

### Series de televisión
| Año  | Título                                                           | Director(es)                  | Fecha de primera transmisión | Fecha de última transmisión | Eps. | Notas                                                                                  | Refs.                       |
| ---- | ---------------------------------------------------------------- | ----------------------------- | ---------------------------- | --------------------------- | ---- | -------------------------------------------------------------------------------------- | --------------------------- |
| 2007 | Myself ; Yourself                                                | Yasuhiro Kuroda               | 3 de octubre de 2007         | 26 de diciembre de 2007     | 13   | Adaptación de una novela visual producida por Yeti.                                    |                             |
| 2008 | Yakushiji Ryōko no Kaiki Jikenbo                                 | Tarō Iwasaki                  | 5 de julio de 2008           | 27 de septiembre de 2008    | 13   | Adaptación de una novela ligera escrita por Yoshiki Tanaka.                            |                             |
| 2008 | Koihime Musō                                                     | Nobuaki Nakanishi             | 8 de julio de 2008           | 23 de septiembre de 2008    | 12   | Adaptación de una novela visual producida por BaseSon.                                 |                             |
| 2009 | Shin Koihime Musō                                                | Nobuaki Nakanishi             | 5 de octubre de 2009         | 21 de diciembre de 2009     | 12   | Secuela de Koihime Musō                                                                |                             |
| 2009 | 11 eyes                                                          | Masami Shimoda                | 6 de octubre de 2009         | 22 de diciembre de 2009     | 12   | Adaptación de una novela visual producida por Lass.                                    |                             |
| 2010 | Shin Koihime Musō: Otome Tairan                                  | Nobuaki Nakanishi             | 4 de abril de 2010           | 17 de junio de 2010         | 12   | Secuela de Shin Koihime Musō.                                                          |                             |
| 2011 | Hoshizora e Kakaru Hashi                                         | Takenori Mihara               | 11 de abril de 2011          | 29 de junio de 2011         | 12   | Adaptación de una novela visual producida por Feng.                                    |                             |
| 2011 | YuruYuri                                                         | Masahiko Ōta                  | 5 de julio de 2011           | 20 de septiembre de 2011    | 12   | Adaptación de un manga escrito por Namori.                                             |                             |
| 2012 | YuruYuri♪♪                                                       | Masahiko Ōta                  | 2 de julio de 2012           | 17 de septiembre de 2012    | 12   | Secuela de YuruYuri.                                                                   |                             |
| 2012 | Natsuyuki Rendezvous                                             | Kō Matsuo                     | 5 de julio de 2012           | 13 de septiembre de 2012    | 11   | Adaptación de ub manga escrito por Haruka Kawachi.                                     |                             |
| 2013 | Mangirl!                                                         | Nobuaki Nakanishi             | 2 de enero de 2013           | 27 de marzo de 2013         | 13   | Adaptación de un manga yonkoma escrito por Kagari Tamaoka.                             |                             |
| 2013 | GJ-bu                                                            | Yoshiyuki Fujiwara            | 10 de enero de 2013          | 28 de marzo de 2013         | 12   | Adaptación de una novela ligera escrita por Shin Araki.                                |                             |
| 2013 | Ginga Kikoutai Majestic Prince                                   | Keitaro Motonaga              | 4 de abril de 2013           | 19 de septiembre de 2013    | 24   | Adaptación de un manga escrito por Rando Ayamine. Coproducción con Orange.             |                             |
| 2013 | Love Lab                                                         | Masahiko Ōta                  | 5 de julio de 2013           | 27 de septiembre de 2013    | 13   | Adaptación de un manga Yonkoma escrito por Ruri Miyahara.                              |                             |
| 2013 | Makai Ōji                                                        | Chiaki Kon                    | 7 de julio de 2013           | 22 de septiembre de 2013    | 12   | Adaptación de un manga escrito por Madoka Takadono.                                    |                             |
| 2014 | Mikakunin de Shinkoukei                                          | Yoshiyuki Fujiwara            | 8 de enero de 2014           | 26 de marzo de 2014         | 12   | Adaptación de un manga yonkoma escrito por Cherry Arai.                                |                             |
| 2014 | Gekkan Shōjo Nozaki-kun                                          | Mitsue Yamazaki               | 6 de julio de 2014           | 21 de septiembre de 2014    | 12   | Adaptación de un manga yonkoma escrito por Izumi Tsubaki.                              |                             |
| 2014 | Donten ni Warau                                                  | Hiroshi Haraguchi             | 4 de octubre de 2014         | 20 de diciembre de 2014     | 12   | Adaptación de un manga escrito por Karakara-Kemuri.                                    |                             |
| 2015 | Plastic Memories                                                 | Yoshiyuki Fujiwara            | 5 de abril del 2015          | 28 de junio del 2015        | 13   | Historia original.                                                                     |                             |
| 2015 | Mikagura Gakuen Kumikyoku                                        | Tarō Iwasaki                  | 6 de abril de 2015           | 22 de junio de 2015         | 12   | Adaptación de una novela ligera escrita por Last Note.                                 |                             |
| 2015 | Himouto! Umaru-chan                                              | Masahiko Ōta                  | 9 de julio de 2015           | 24 de septiembre de 2015    | 12   | Adaptación de un manga escrito por Sankaku Head.                                       |                             |
| 2015 | Hidan no Aria AA                                                 | Takashi Kawabata              | 6 de octubre de 2015         | 22 de diciembre de 2015     | 12   | Adaptación de un manga escrito por Chūgaku Akamatsu.                                   |                             |
| 2016 | Luck & Logic                                                     | Koichi Chigira, Takashi Naoya | 9 de enero de 2016           | 26 de marzo del 2016        | 12   | Historia original.                                                                     |                             |
| 2016 | Sansha San'yō                                                    | Yasuhiro Kimura               | 10 de abril de 2016          | 26 de junio de 2016         | 12   | Adaptación de un manga yonkoma escrito por Cherry Arai.                                |                             |
| 2016 | New Game!                                                        | Yoshiyuki Fujiwara            | 4 de julio de 2016           | 19 de septiembre de 2016    | 12   | Adaptación de un manga yonkoma escrito por Shōtarō Tokunō.                             |                             |
| 2016 | Touken Ranbu: Hanamaru                                           | Takashi Naoya                 | 3 de octubre de 2016         | 19 de diciembre de 2016     | 12   | Adaptación de un juego de navegador producido por Nitroplus.                           |                             |
| 2017 | Gabriel DropOut                                                  | Masahiko Ōta                  | 9 de enero de 2017           | 27 de marzo de 2017         | 12   | Adaptación de un manga escrito por Ukami.                                              | [ 16 ] [ 17 ] [ 18 ]        |
| 2017 | Hina Logi ~from Luck & Logic~                                    | Hiroaki Akagi                 | 1 de julio de 2017           | 23 de septiembre de 2017    | 12   | Spin-off de Luck & Logic.                                                              |                             |
| 2017 | New Game!!                                                       | Yoshiyuki Fujiwara            | 11 de julio de 2017          | 26 de septiembre de 2017    | 12   | Secuela de New Game! Watashi, Shain Ryokou tte Hajimete nanode....                     |                             |
| 2017 | Himouto! Umaru-chan R                                            | Masahiko Ōta                  | 8 de octubre de 2017         | 24 de diciembre de 2017     | 12   | Secuela de Himouto! Umaru-chan.                                                        |                             |
| 2018 | Zoku Touken Ranbu: Hanamaru                                      | Tomoaki Koshida               | 7 de enero de 2018           | 25 de marzo de 2018         | 12   | Secuela de Touken Ranbu: Hanamaru.                                                     |                             |
| 2018 | Tada-kun wa Koi wo Shinai                                        | Mitsue Yamazaki               | 5 de abril de 2018           | 28 de junio de 2018         | 13   | Historia original.                                                                     | [ 19 ] [ 20 ] [ 21 ]        |
| 2018 | Uchi no Maid ga Uzasugiru!                                       | Masahiko Ōta                  | 5 de octubre de 2018         | 21 de diciembre de 2018     | 12   | Adaptación de un manga escrito por Kanko Nakamura.                                     |                             |
| 2018 | Anima Yell!                                                      | Masako Sato                   | 7 de octubre de 2018         | 23 de diciembre de 2018     | 12   | Adaptación de un manga yonkoma escrito por Tsukasa Unohana.                            |                             |
| 2019 | Watashi ni Tenshi ga Maiorita!                                   | Daisuke Hiramaki              | 8 de enero de 2019           | 26 de marzo de 2019         | 12   | Adaptación de un manga yonkoma escrito por Nanatsu Mukunoki.                           | [ 22 ]                      |
| 2019 | Sewayaki Kitsune no Senko-san                                    | Tomoaki Koshida               | 10 de abril de 2019          | 26 de junio de 2019         | 12   | Adaptación de un manga escrito por Rimukoro.                                           | [ 23 ]                      |
| 2019 | Dumbbell Nan-Kilo Moteru?                                        | Mitsue Yamazaki               | 3 de julio de 2019           | 18 de septiembre de 2019    | 12   | Adaptación de un manga escrito por Yabako Sandrovich.                                  |                             |
| 2020 | Koisuru Asteroid                                                 | Daisuke Hiramaki              | 3 de enero de 2020           | 27 de marzo de 2020         | 12   | Adaptación de un manga yonkoma escrito por Quro.                                       | [ 24 ]                      |
| 2020 | Yesterday wo Utatte                                              | Yoshiyuki Fujiwara            | 4 de abril de 2020           | 20 de junio de 2020         | 18   | Adaptación de un manga escrito por Kei Tōme.                                           |                             |
| 2020 | Hōkago Teibō Nisshi                                              | Takaharu Okuma                | 7 de abril de 2020           | 22 de septiembre de 2020    | 12   | Adaptación de un manga escrito por Yasuyuki Kosaka.                                    |                             |
| 2020 | Maōjō de Oyasumi                                                 | Mitsue Yamazaki               | 6 de octubre de 2020         | 22 de diciembre de 2020     | 12   | Adaptación de un manga escrito por Kagiji Kumanomata.                                  |                             |
| 2020 | Ikebukuro West Gate Park                                         | Tomoaki Koshida               | 6 de octubre de 2020         | 22 de diciembre de 2020     | 12   | Adaptación de una serie de novelas escrita por Ira Ishida.                             |                             |
| 2021 | Osananajimi ga Zettai ni Makenai Love Comedy                     | Takashi Naoya                 | 14 de abril de 2021          | 30 de junio de 2021         | 12   | Adaptación de la novela ligera escrita por Shuichi Nimaru e ilustrada por Ui Shigure   | [ 25 ] [ 26 ]               |
| 2021 | Selection Project                                                | Daisuke Hiramaki              | 1 de octubre de 2021         | 24 de diciembre de 2021     | 13   | Adaptación de un proyecto multimedia producido por Kadokawa.                           | [ 27 ]                      |
| 2021 | Senpai ga Uzai Kōhai no Hanashi                                  | Ryōta Itō                     | 10 de octubre de 2021        | 26 de diciembre de 2021     | 12   | Adaptación del manga escrito e ilustrado por Shiro Manta.                              | [ 28 ]                      |
| 2022 | Nanka Chīsakute Kawaī Yatsu                                      | Takenori Mihara               | 4 de abril de 2022           | TBA                         | TBA  | Adaptación del manga 4-koma escrito e ilustrado por Nagano.                            | [ 29 ]                      |
| 2022 | Kawaii dake ja Nai Shikimori-san                                 | Ryōta Itō                     | 9 de abril de 2022           | 9 de julio de 2022          | 12   | Adaptación del manga escrito e ilustrado por Keigo Maki.                               | [ 30 ]                      |
| 2022 | RPG Fudōsan                                                      | Tomoaki Koshida               | 6 de abril de 2022           | 22 de junio de 2022         | 12   | Adaptación del manga escrito e ilustrado por Chiyo Kenmotsu.                           | [ 31 ]                      |
| 2023 | Technoroid Overmind                                              | Ka Hee Im                     | 5 de enero de 2023           | 30 de marzo de 2023         | 12   | Adaptación de un proyecto multimedia de Noriyasu Agematsu.                             | [ 32 ]                      |
| 2023 | Oshi no Ko                                                       | Daisuke Hiramaki              | 12 de abril de 2023          | 28 de junio de 2023         | 11   | Adaptación del manga escrito por Aka Akasaka e ilustrado por Mengo Yokoyari.           | [ 33 ]                      |
| 2023 | Shiro Seijo to Kuro Bokushi                                      | Sumie Noro                    | 13 de julio de 2023          | 28 de septiembre de 2023    | 12   | Adaptación del manga escrito por Hazano Kazutake.                                      | [ 34 ] [ 35 ]               |
| 2024 | Yoru no Kurage wa Oyogenai                                       | Ryōhei Takeshita              | 7 de abril de 2024           | 23 de junio de 2024         | 12   | Historia original.                                                                     | [ 36 ] [ 37 ]               |
| 2024 | Oshi no Ko 2nd Season                                            | Daisuke Hiramaki              | 3 de julio de 2024           | 6 de octubre de 2024        | 13   | Secuela de Oshi no Ko.                                                                 | [ 38 ] [ 39 ]               |
| 2024 | Tokidoki Bosotto Russia-go de Dereru Tonari no Alya-san          | Ryōta Itō                     | 3 de julio de 2024           | 18 de septiembre de 2024    | 12   | Adaptación de una novela ligera escrita por SunSunSun e ilustrada por Momoco.          | [ 40 ] [ 41 ] [ 42 ] [ 43 ] |
| 2025 | Shiunji-ke no Kodomo-tachi                                       | Ryōki Kamitsubo               | 8 de abril de 2025           | 24 de junio de 2025         | 12   | Adaptación del manga escrito e ilustrado por Reiji Miyajima.                           | [ 44 ] [ 45 ] [ 46 ] [ 47 ] |
| 2025 | Karaoke Iko!                                                     | Asami Nakatani                | 24 de julio de 2025          | —                           | —    | Adaptación del manga escrito e ilustrado por Yama Wayama.                              | [ 48 ] [ 49 ] [ 50 ]        |
| 2025 | Muchū sa, Kimi ni.                                               | Asami Nakatani                | 21 de agosto de 2025         | —                           | —    | Adaptación del manga escrito e ilustrado por Yama Wayama.                              | [ 51 ] [ 49 ] [ 50 ]        |
| 2026 | Oshi no Ko 3rd Season                                            | —                             | 2026                         | —                           | —    | Secuela de Oshi no Ko 2nd Season.                                                      | [ 52 ] [ 53 ]               |
| 2026 | Tokidoki Bosotto Russia-go de Dereru Tonari no Alya-san Season 2 | Hiroshi Haraguchi             | 2026                         | —                           | —    | Secuela de Tokidoki Bosotto Russia-go de Dereru Tonari no Alya-san.                    | [ 54 ] [ 55 ]               |
| —    | Möbius Dust                                                      | —                             | —                            | —                           | —    | Adaptación de una historia escrita por Hajime Shinagawa.                               | [ 56 ]                      |
| —    | Futsutsuka na Akujo de wa Gozaimasu ga - Sūgū Chōso Torikae Den  | Mitsue Yamazaki               | —                            | —                           | —    | Adaptación de una novela ligera escrita por Satsuki Nakamura e ilustrada por YukiKana. | [ 57 ]                      |

### Películas
| Año  | Título                                                    | Director(es)                   | Fecha de lanzamiento    | Duración | Nota(s)                                                              | Refs.  |
| ---- | --------------------------------------------------------- | ------------------------------ | ----------------------- | -------- | -------------------------------------------------------------------- | ------ |
| 2005 | Kahei no Umi                                              | Toshirō Kuni Hiroshi Haraguchi | 16 de julio de 2005     | 75m      | Historia original.                                                   | [ 58 ] |
| 2017 | Tōken Ranbu: Hanamaru - Makuai Kaisōroku                  | Takashi Naoya                  | 1 de diciembre de 2017  | 85m      | Película recopilatoria de Tōken Ranbu: Hanamaru.                     | [ 59 ] |
| 2022 | Toku: Tōken Ranbu - Hanamaru - Setsugetsuka Yuki no Maki  | Takashi Naoya                  | 20 de mayo de 2022      | 73m      | Trilogía de películas secuela de Zoku Tōken Ranbu: Hanamaru.         | [ 60 ] |
| 2022 | Toku: Tōken Ranbu - Hanamaru - Setsugetsuka Tsuki no Maki | Tomoaki Koshida                | 8 de julio de 2022      | 73m      | Secuela de Toku: Tōken Ranbu - Hanamaru - Setsugetsuka Yuki no Maki. | [ 61 ] |
| 2022 | Toku: Tōken Ranbu - Hanamaru - Setsugetsuka Hana no Maki  | Sumie Noro                     | 1 de septiembre de 2022 | 73m      | Secuela de Toku: Tōken Ranbu - Hanamaru - Setsugetsuka Hana no Maki. | [ 62 ] |
| 2022 | Watashi ni Tenshi ga Maiorita! Precious Friends           | Daisuke Hiramaki               | 14 de octubre de 2022   | 66m      | Secuela de Watashi ni Tenshi ga Maiorita!.                           | [ 63 ] |

### ONAs
| Año  | Título                         | Director(es)  | Fecha de primera transmisión | Fecha de última transmisión | Eps. | Notas                                    | Refs.  |
| ---- | ------------------------------ | ------------- | ---------------------------- | --------------------------- | ---- | ---------------------------------------- | ------ |
| 2016 | Watashitachi, Luck Logic-bu! 2 | Takashi Naoya | 1 de agosto de 2016          | 22 de enero de 2017         | 12   | Secuela de Watashitachi, Luck Logic-bu!. | [ 64 ] |

### OVAs
| Año  | Título                                                                                        | Director(es)       | Fecha de primera transmisión | Fecha de última transmisión | Eps. | Notas                           | Refs. |
| ---- | --------------------------------------------------------------------------------------------- | ------------------ | ---------------------------- | --------------------------- | ---- | ------------------------------- | ----- |
| 1988 | Uchū Kazoku Carlvinson                                                                        | Kimio Yabuki       | 21 de diciembre de 1988      | 21 de diciembre de 1988     | 1    | Adaptación de un manga.         |       |
| 2006 | Memories Off 5: Togireta Film                                                                 | Tarō Iwasaki       | 29 de marzo de 2006          | 29 de marzo de 2006         | 1    | Adaptación de una novela visual |       |
| 2009 | Koihime†Musō: Gunyuu, Seitōkaichō no Za wo Neratte Aiarasō no Koto - Ato, Porori mo Aru yo!   | Nobuaki Nakanishi  | 1 de abril de 2009           | 1 de abril de 2009          | 1    | Adaptación de una novela visual |       |
| 2010 | Shin Koihime†Musō LIVE Revolution                                                             | Nobuaki Nakanishi  | 17 de marzo de 2010          | 17 de marzo de 2010         | 1    | Adaptación de una novela visual |       |
| 2010 | Shin Koihime†Musō: Gunyū, Minami no Shima de Bakansu wo Suru no Koto - Ato, Porori mo Aru yo! | Nobuaki Nakanishi  | 7 de julio de 2020           | 7 de julio de 2020          | 1    | Adaptación de una novela visual |       |
| 2011 | Shin Koihime†Musō: Otome Tairan - Gakuensai da yo! Zenin Shūgō no Koto                        | Nobuaki Nakanishi  | 2 de febrero de 2011         | 2 de febrero de 2011        | 1    | Adaptación de una novela visual |       |
| 2015 | Himouto! Umaru-chan                                                                           | Masahiko Ōta       | 19 de octubre de 2015        | 19 de abril de 2017         | 2    | Episodios especiales.           |       |
| 2017 | New Game! Watashi, Shain Ryokou tte Hajimete nanode...                                        | Yoshiyuki Fujiwara | 3 de mayo de 2017            | 3 de mayo de 2017           | 1    | Secuela de New Game!.           |       |

### Trabajos citados
- 高嶋健夫 (2 de octubre de 2006). TYOの勢いはなぜとまらないのか 自己増殖する“クリエイティブビジネス都市”の秘密に迫る (en japonés). 日経BP企画. ISBN 978-4-86130-146-9.